# Angry Birds Trilogy
Angry Birds Trilogy es un videojuego desarrollado por Rovio Entertainment y Housemarque. El juego, publicado por Activision, reúne los tres primeros de la saga (Angry Birds, Angry Birds Seasons yAngry Birds Rio) y fue lanzado para Wii, Xbox 360, PlayStation 3, Nintendo 3DS y Wii U el 25 de septiembre de 2012 en Norteamérica y Europa. El formato de  jugabilidad es diferente a las versiones de Mac, PC, Android y iOS.

## Cerdos
También hay diferentes clases y categorías de cerdos en el juego.
- Cerdo normal: Es el cerdo verde que sale desde el comienzo del juego.
- Cerdo con casco: Estos son más resistentes, ya que llevan cascos de protección.
- Cerdos con bigote: son más grandes, más resistentes.
- Cerdo rey: es un cerdo que solamente sale en el último tablero de cada juego y es el más resistente de todos.

## Niveles

### Angry Birds (juego original)
En esta versión se reúnen los niveles desde Poached Eggs hasta Surf and Turf (excepto las versiones de XBOX 360 y Nintendo 3DS, que solo tienen hasta Mine and Dine), conservan las mismas características pero añaden animación desde el fondo (por ejemplo en el primer mundo de Poached Eggs los árboles se mueven a diferencia de la versión movil y de computadora).

### Angry Birds Seasons
En esta versión se reúnen los niveles desde Trick or Treat hasta Winter Wonderham (excepto las versiones de Xbox y 3DS que solo tienen hasta Mooncake Festival).